# تشارلز وودز (لاعب كريكت)
تشارلز وودز (12 سبتمبر 1878 في المملكة المتحدة - 1 يوليو 1940 في المملكة المتحدة) (بالإنجليزية: Charles Woods)‏ هو لاعب كريكت بريطاني وبريطاني (وحمل سابقاً جنسية المملكة المتحدة لبريطانيا العظمى وأيرلندا). شارك مع فريق ويلز الوطني للكريكيت ‏. أما مع النوادي، فقد لعب مع Cheshire County Cricket Club ‏.

## وصلات خارجية
- تشارلز وودز (لاعب كريكت) على موقع إي آس بي آن كريك إنفو (الإنجليزية)